# Alceo de Mitilene

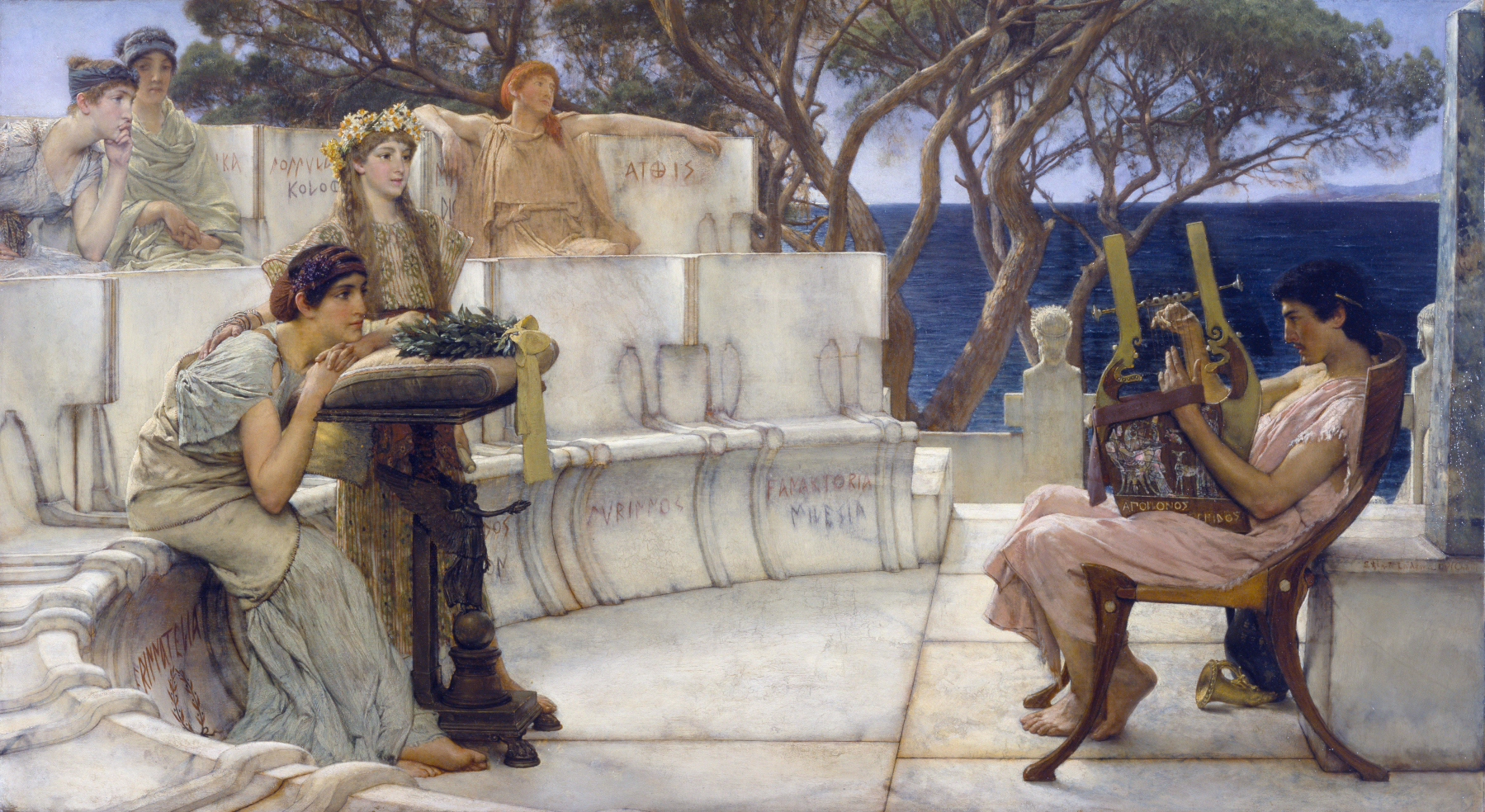
Safo y Alceo, óleo de 1881 de Lawrence Alma-Tadema.

Alceo de Mitilene (en griego Ἀλκαῖος, Alkaĩos, Ἀλκαῖος ὁ Μυτιληναῖος, latinizado como Alcaeus) fue un poeta griego de la Antigüedad, natural de Mitilene, ciudad de la isla de Lesbos (ca. 620 a. C.-ca. 580 a. C.).

## Biografía
Fue contemporáneo, amigo y presunto amante de la poetisa Safo, que era algo mayor que él, con quien intercambiaba poemas. Aunque se desconocen los nombres de sus padres, sí están documentados los nombres de sus hermanos, Antiménidas y Ciquis, con quienes se involucró en la vida cívica y política de su ciudad. Durante su vida, Lesbos afrontó una situación política caótica y violenta. La dinastía gobernante, los Pentílidas, que decían ser descendientes de Orestes, hijo de Agamenón, perdieron el poder y fueron derrotados con dos golpes de estado sucesivos. El poder pasó a manos del tirano Melancro. Alceo y sus hermanos intervinieron junto con Pítaco en la caída de Melancro, aunque el beneficiado, por alguna razón desconocida, fue Mírsilo. Durante su mandato, Alceo participó en la lucha lesbia contra los atenienses en Sigeon -en la Tróade, en la entrada del Helesponto-, que, dirigidos por el olimpionica Frinón, obtuvieron la victoria, luego enturbiada por la muerte de éste a manos de Pítaco y el arbitraje de Periandro de Corinto y la concesión final de Sigeon a los atenienses. Las relaciones hasta entonces excelentes entre Pítaco y Alceo se rompieron: conjurados en un principio contra Mírsilo, Pítaco en el último momento reveló los nombres de los rebeldes, y desde entonces compartieron el poder, por lo que Alceo hubo de exiliarse por primera vez en la cercana Pirra, una colonia interior del golfo lésbico. Tras la muerte de Mírsilo, celebrada por Alceo, que volvió del exilio, se consolidó la tiranía de Pítaco, de origen plebeyo e hijo del tracio Hirras, que, enemistado con todas las familias poderosas de Lesbos y casado como una jugada política con una Pentílida, emprendió en su condición de árbitro reconciliador unas reformas contra la aristocracia y consiguió desterrar a sus enemigos, entre quienes estaban Alceo y sus hermanos. En este segundo exilio, es posible que el poeta se refugiara en Lidia. Preparado el regreso de los exiliados con el deseo de expulsar al tirano, aquellos fueron vencidos, y los que no encontraron la muerte fueron nuevamente expulsados. Alceo tuvo que marchar al exilio por tercera vez, a Beocia, y posiblemente a Tracia, Lidia y, finalmente, Egipto. De su muerte no se sabe casi nada, y es probable que muriera en una batalla.

## Obra poética
Sus poemas fueron reunidos en diez volúmenes por los eruditos de Alejandría, con comentarios de Aristófanes de Bizancio y Aristarco de Samotracia en el siglo III a. C. Sin embargo, la poesía de Alceo ha sobrevivido sólo en anotaciones. 
Sus poemas, que fueron redactados en el dialecto eólico del griego, tratan acerca de varios temas: himnos a los dioses (Hymnoi); comentarios políticos o militares (Stasiotika), en ocasiones de índole personal; canciones de amor (Erotika); y por último canciones báquicas (Skolia), la clase de poesía que podía ser leída en un simposio. Todos los eruditos de Alejandría afirmaban que Alceo fue el segundo de los nueve poetas líricos canónicos. El considerable número de fragmentos existente, y las traducciones de Alceo al latín hechas por Horacio, quien lo consideraba su gran modelo, pueden ayudarnos a forjarnos una idea del carácter de su poesía.
Sus poemas eran monódicos (cantados por un solo intérprete en lugar del coro), y estaban compuestos por varios tipos de metros en estrofas de dos o cuatro versos, entre ellas la estrofa alcaica, llamada así en su honor. La extensión de su obra rivaliza sólo en la época arcaica con la de Arquíloco. Alceo está abierto a un amplio abanico de influencias. Cuando utiliza la lírica para denostar a alguien, borra las diferencias existentes entre ésta y el yambo. Sus himnos reciben la influencia de la tradición de los rapsodas.

## Fragmentos y fuentes

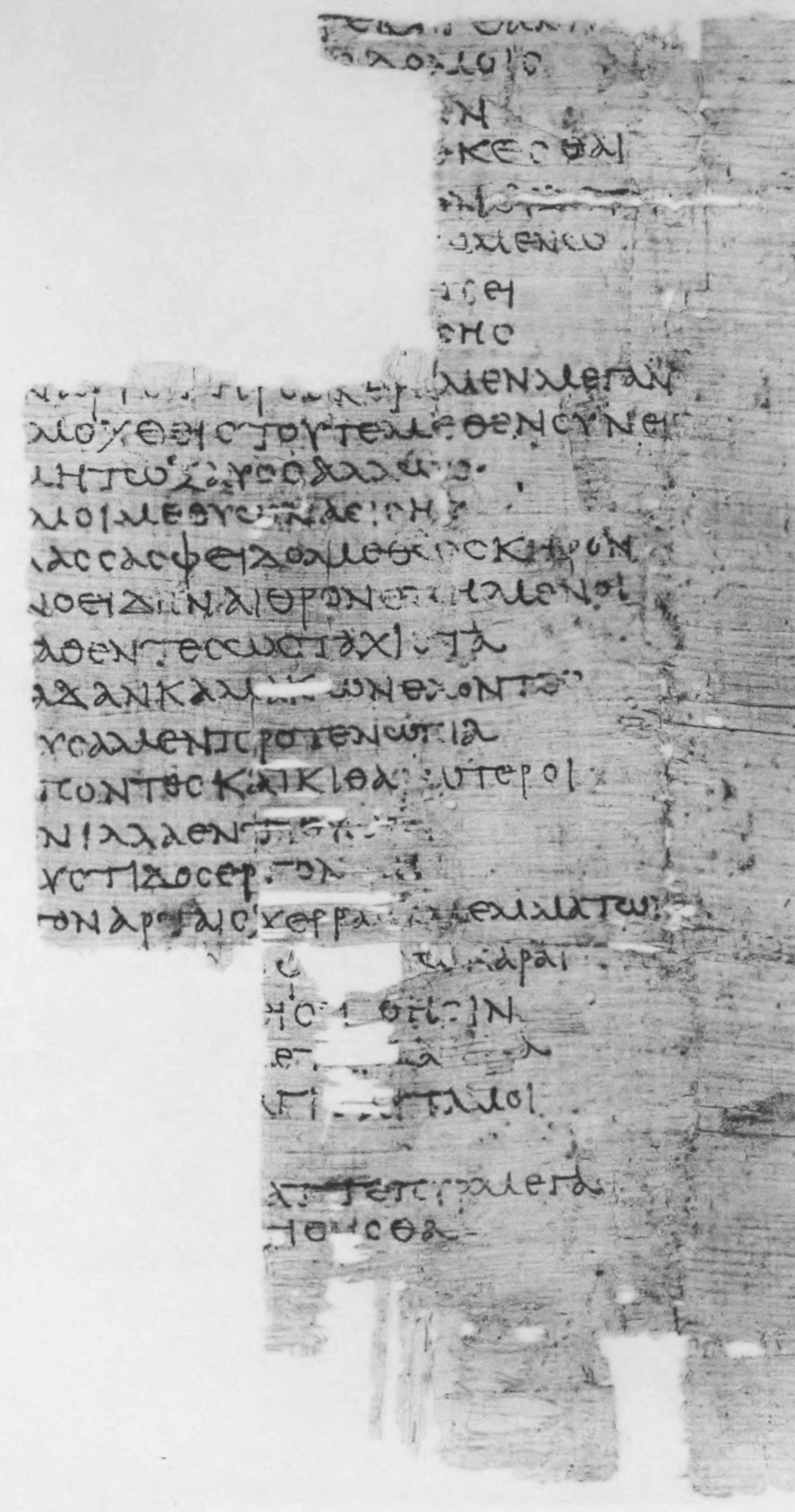
Papiro de Alceo, uno de los muchos fragmentos que han llegado al presente.

La historia de Alceo es en parte la historia de los estudiosos que rescataron su obra del olvido. Sus versos no nos han llegado por una tradición de manuscritos recopilados por sucesivas generaciones de escribas sino por fragmentos y comentarios de antiguos estudiosos y por la suerte de hallar unos papiros entre un deposito de basura en Oxyrhynchus y otros lugares de Egipto: fuentes que han sido estudiadas y ordenadas poco a poco.
Los antiguos escritores citaban a Alceo, por ejemplo Heráclito, le usa para apoyar su estudio sobre las alegorias de Homero. El himno a Hermes fue citado por Hefestión.
La primera edición moderna de los versos de Alceo fue publicada en Basilea en 1556. Seguida de otra publicada en Paris en 1560. Fulvius Ursinus recopiló una colección más completa, incluyendo comentarios, publicada en Antwerp en 1568.

## Traducciones
- RODRÍGUEZ ADRADOS, Francisco: Lírica griega arcaica (Poemas corales y monódicos, 700-300 a. C). Biblioteca Básica, 31. Gredos. Madrid. 2001.

- FERRATÉ, Juan: Líricos griegos arcaicos. Edición bilingüe. El Acantilado. Barcelona. 2000.